# Muriel Faille

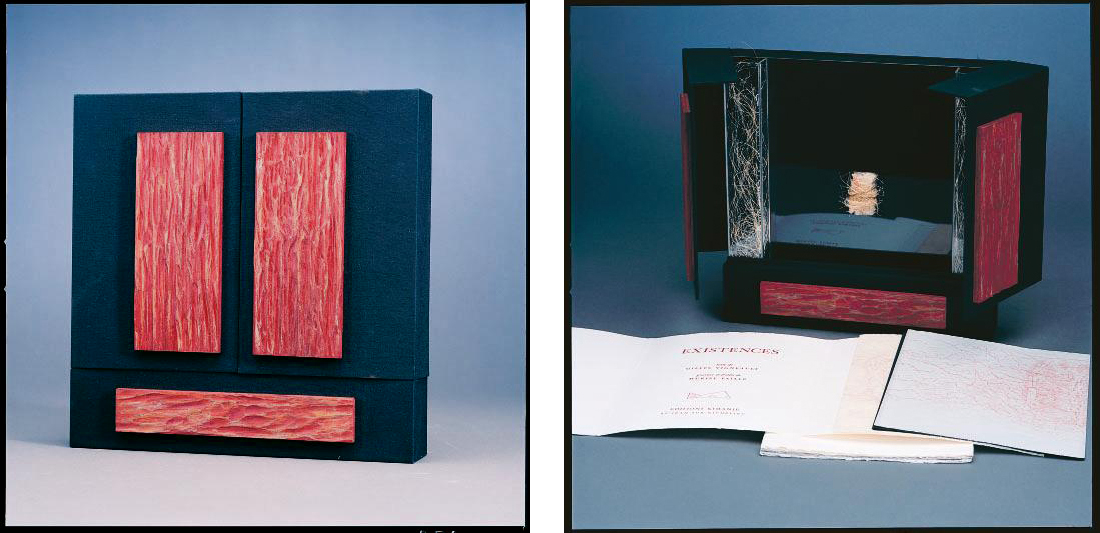
Emboîtage pour Existences (texte de Gilles Vigneault, gravure, frottis, sculpture, bois gravés et concept de Muriel Faille), par Pierre Ouvrard, 1989 (Bruce Peel Special Collections Library, University of Alberta).

Muriel Faille est une artiste peintre, graveur et éditeur québécoise.

## Les débuts et les études
Elle obtient un baccalauréat en arts plastiques et un certificat spécialisé en art d’impression de l’Université du Québec à Montréal (UQAM).

## L’œuvre et la carrière
En 2001, elle reçoit le premier prix du Symposium d’Iberville et en 2005, le prix du Thomas More Institute for Adult Education de Montréal. En 2006, son œuvre est sélectionnée parmi 700 autres lors de la 8e Biennale internationale d’art miniature du Musée de la miniature de Montélimar en France.
Elle participe à de nombreuses expositions de groupe et individuelles au Québec, aux États-Unis et en Europe. Elle participe aussi à plusieurs expositions telles que les Femmeuses de Pratt & Whitney.
En 1983, elle crée la maison d’édition Kimanie.
Elle participe à de nombreuses conférences, à des conseils d’administration, enseigne à l’Université de Sherbrooke et se charge depuis 2003 de la création d’un happening artistique dans les Cantons-de-l’Est.

## Musée et collections
Ses œuvres sont présentes dans plusieurs collections privées et publiques telles que Loto-Québec, Bombardier le Musée Laurier ou l’institut Thomas-More.